# Классификация почтовых марок

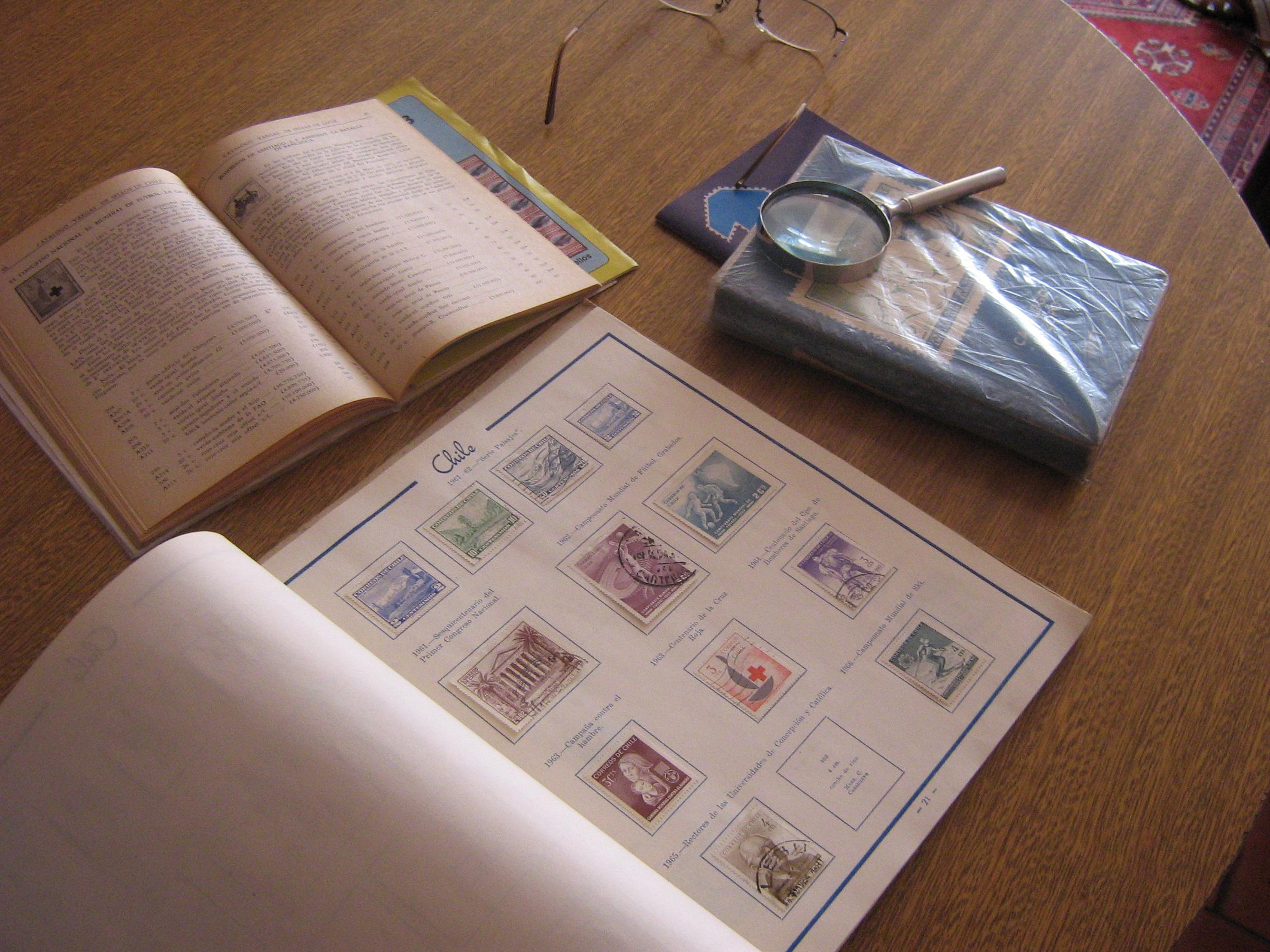
Классификацию имеющихся в коллекции почтовых марок облегчают каталоги

Классификация почтовых марок — один из сложных вопросов в филателии. Существующие классификации почтовых марок значительно различаются, а порой и противоречат друг другу, поскольку осуществляются по различным признакам — по их назначению, по характеру их эмитента и т. д.

## Типы классификаций марок

### По назначению
Первые почтовые марки имели одно предназначение — применялись для оплаты писем одного типа. В дальнейшем стали появляться различные почтовые услуги, что требовало новые виды марок — для заказных, служебных писем, для доставки газет и т. д. Соответственно знаки почтовой оплаты и прочие марки разделяют в филателистической литературе на несколько групп:
1. Марки общего пользования.
2. Служебные марки.

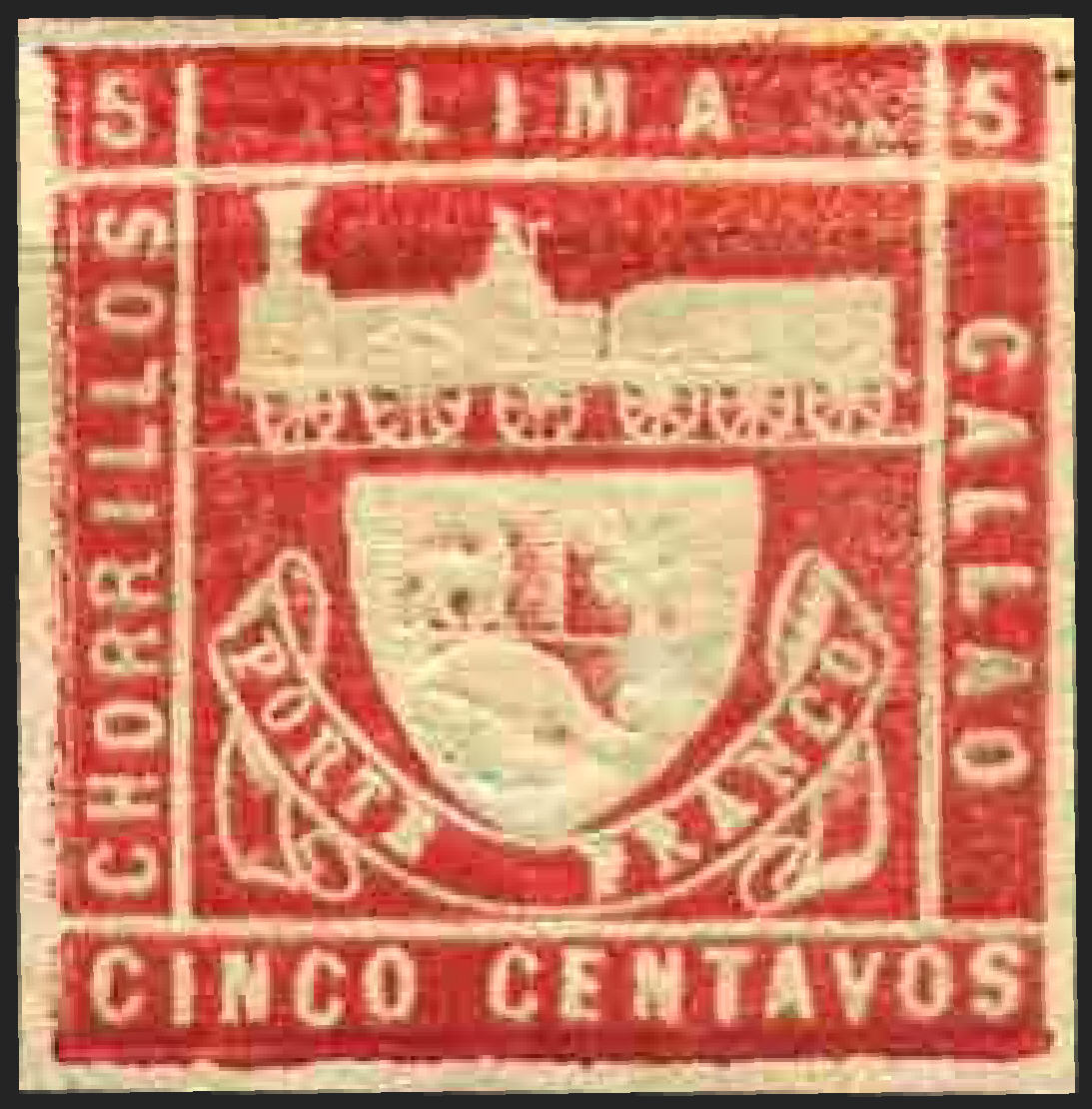
Перу (1871): первая памятная (коммеморативная) марка

3. Марки-виньетки и им подобные непочтовые марки.

#### Марки общего пользования
Данные марки употребляются на самых разных видах почтовой корреспонденции. К ним относятся стандартные марки, которые печатаются очень большими тиражами. Их дизайн часто остаётся десятилетиями неизменным.
В первую группу входят и памятные (юбилейные, коммеморативные) марки, приуроченные к тем или иным событиям и чествующие известных людей. Первая памятная марка была издана в Перу в 1871 году по случаю 20-летия открытия железной дороги между Лимой и Кальяо. С тех пор многочисленные коммеморативные выпуски стали очень популярными среди филателистов — приверженцев тематического коллекционирования.
Ещё одна большая подгруппа — марки предметной тематики, которые, как правило, выпускаются сериями в несколько штук и украшены рисунками растений, животных, техники, репродукциями произведений искусства и т. п. Они не являются ни стандартными, ни коммеморативными.
К маркам общего пользования относят также почтово-благотворительные марки. Их номинал складывается из стоимости почтовых услуг и дополнительной суммы, взимаемой на благотворительные нужды и обычно проставляемой на самих марках. Первые подобные марки были выпущены в Виктории и Новом Южном Уэльсе (Австралия) в 1897 году, а в России — в 1905 году, во время русско-японской войны, с 3-копеечной надбавкой в пользу семей погибших воинов. В советское время почтово-благотворительные марки впервые появились в 1921 году в помощь голодающим Поволжья. По правилам Международной филателистической федерации, если надбавка превышает половину номинала, то такие марки не допускаются на официальные филателистические выставки.

Примеры почтово-благотворительных (полупочтовых) марок
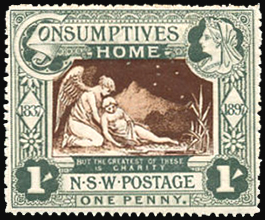
Одна из первых в мире полупочтовых марок, вышедших в Новом Южном Уэльсе, 1897, 1 пенни, продажная стоимость — 1 шиллинг (Sc #B1)
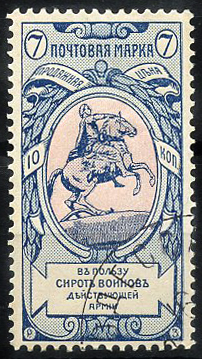
Одна из первых в России марок «В пользу сирот воинов действующей армии», 1904, 7 + 3 копейки, КС № 3[6] (Sc #B3)
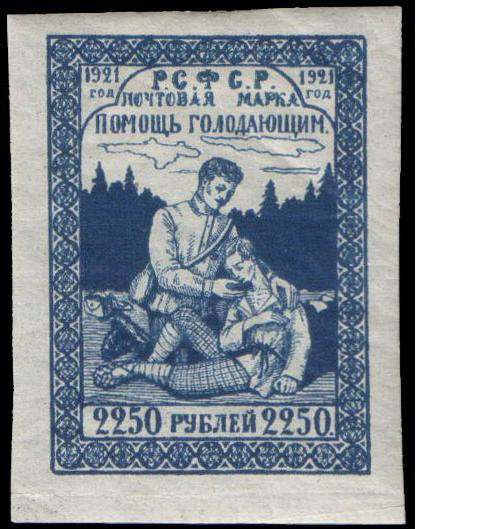
Первая советская почтово-благотворительная марка, 1921, 250 + 2000 рублей
 (ЦФА [АО «Марка»] № 28)

Первая группа включает также марки, предназначенные для оплаты особых почтовых услуг или видов доставки:
1. Заказные марки, или марки для заказных почтовых отправлений. Иногда на них предусмотрено специальное свободное место, где указывается номер отправления.
2. Спешные марки, или марки спешной почты (экспресс-почты). Впервые они были изданы в США в 1885 году, а в СССР — в 1932 году.
3. Газетные марки. Они используются для доставки газет и впервые вошли в обиход в 1851 году в Австрии.
4. Марки для уведомления о получении[англ.], которые обозначаются буквами «A R» или надписью фр. «Avis de réception».

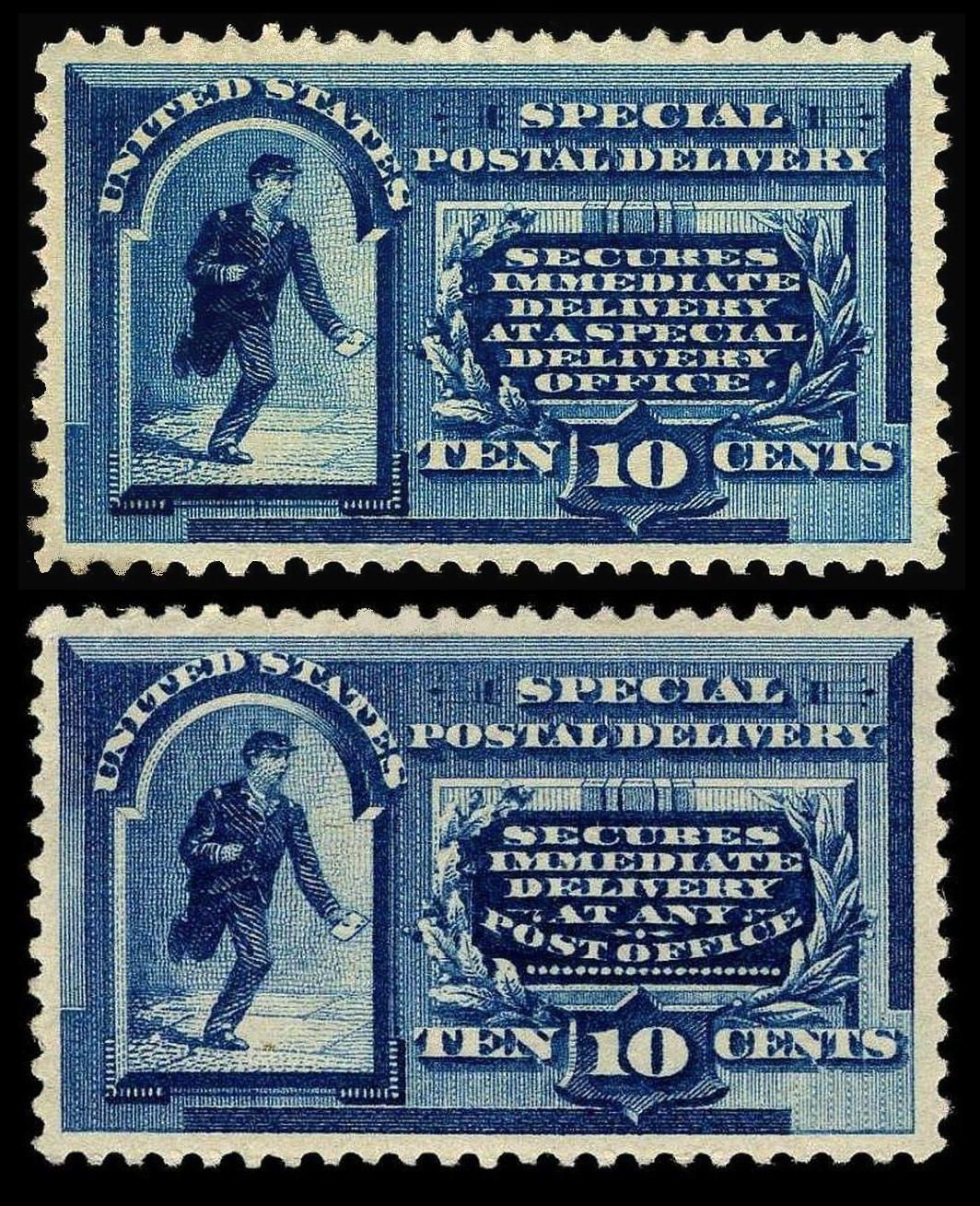
Первые спешные марки, эмитированные в США (1885, два типа)
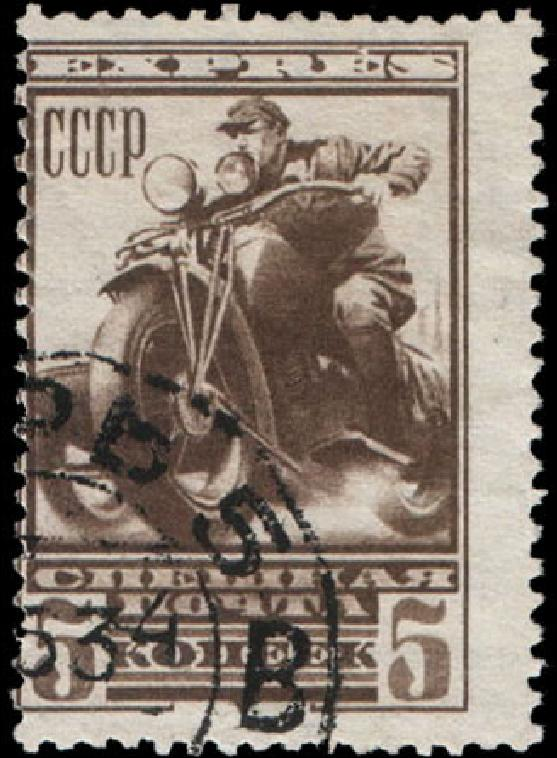
Первая спешная марка СССР, 1932
 (ЦФА [АО «Марка»] № 387)
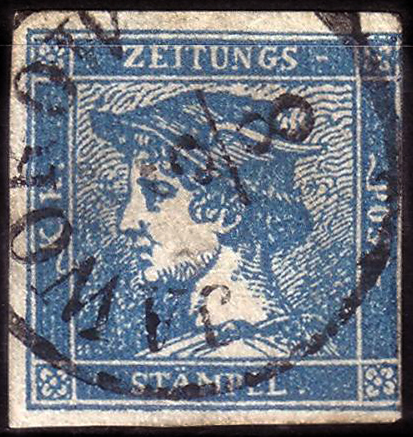
«Синий Меркурий» — первая газетная марка, изданная в Австрии (1851)
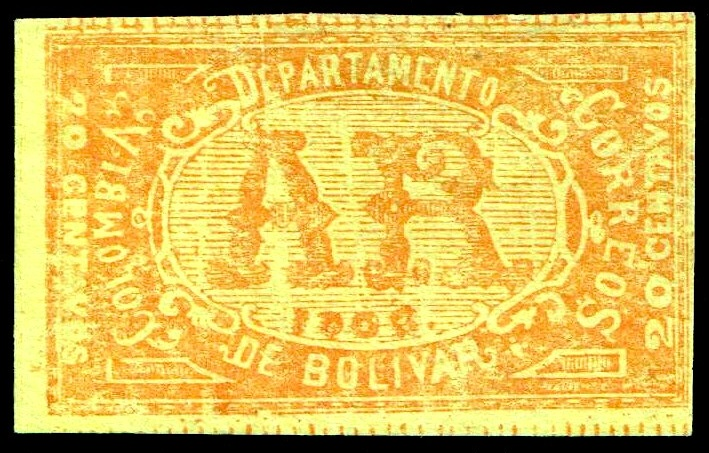
Марка Боливара[англ.] для уведомления о вручении[англ.] с буквами «A R» (от фр. «Avis de réception»), 1903 (Sc #H1a)

В качестве марок для специальных видов пересылки почты используют авиационные, железнодорожные, паромные, пароходные, автомобильные и другие марки.

#### Служебные марки
Данные марки представляют собой служебные знаки почтовой оплаты, используемые учреждениями, организациями, включая почтовые службы, определёнными категориями лиц. В этой группе выделяют следующие подгруппы:
1. Служебные марки для оплаты государственной и ведомственной корреспонденции. Ранним примером таких марок является выпуск в 1873 году в США девяти серий для канцелярии президента, министерства юстиции, военного и других ведомств, которые при одинаковом рисунке и номиналах отличались цветом. Для изготовления служебных марок очень часто делались надпечатки на почтовых марках общего пользования. Так, в 1901—1904 годах в качестве служебных применялась британская марка в 6 пенсов с портретом Эдуарда VII и надпечаткой, которая считается редчайшей.
В СССР такие марки единственный раз применялись в 1922 году для оплаты служебной корреспонденции Народного комиссариата иностранных дел и других организаций, которая доставлялась воздушной почтой из Берлина в Москву. Одна из марок, номиналом в 50 копеек, с надпечаткой «Воздушная почта / 1200 германских марок» является одной из самых редких советских марок.
Некоторые служебные марки, например, марки Испании 1916 года для депутатов кортесов и сенаторов, не имеют номинала и являются бесплатными. В 1907—1922 годах в Египте использовались бесплатные служебные марки, которые производились при помощи надпечатки англ. «O. H. H. S.» («Для службы его величества») на почтовых марках разных лет, в том числе 1888 года.
2. Служебные марки для нужд почтовых служб. Их наклеивали, к примеру, на письма, если их вскрывали, чтобы определить получателя или отправителя, как это было в случае подобных марок США 1920 года. Надпись на этих марках гласила: «Officially sealed» («Вскрыто в служебном порядке»). К этой подгруппе относят марки для писем, получатель которой отказывался их забрать или не был найден, а также штрафные марки.
3. Порто-марки, или доплатные. С помощью этих марок указывается, сколько получатель должен доплатить в случае корреспонденции, не оплаченной или не полностью оплаченной отправителем.
Когда появились почтовые марки для франкирования писем, или франко-марки, то в первые десятилетия порто-марки выполняли несколько иную функцию. Они использовались, если стоимость пересылки было трудно заранее определить, особенно при направлении писем за границу. Только с учреждением в 1874 году Всемирного почтового союза были установлены единообразные почтовые тарифы. Впервые порто-марки ввели в употребление в 1859 году во Франции. Среди многочисленных примеров доплатных марок можно назвать более 50 знаков почтовой оплаты с надпечаткой «Postage due» («Почтовая доплата») на марках общего пользования Борнео, марки Австрии 1916 года с надпечаткой «Porto» и др. В СССР доплатные марки выпускались до 1925 года.
4. Марки полевой и солдатской почты. Первые применяются для оплаты писем в действующую армию, вторые — в мирное время. Обычно эта пересылка осуществляется бесплатно. Например, на подобных марках Франции 1901 года стояла надпечатка «F. M.» (сокращённо от фр. «Franchise Militaire» — «Освобождено от оплаты, военное»).

#### Марки-виньетки
Непочтовые марки, которые не служат для оплаты почтовой корреспонденции, хотя и могут распространяются через почтовые учреждения.

### По характеру эмитента
По характеру эмитента марки делятся на:
- официальные — выпускаются почтовыми администрациями, либо с их разрешения непочтовыми организациями, и могут быть использованы для оплаты почтовых услуг. Порой к официальным выпускам причисляются местные выпуски в случае, если на момент почтовой эмиссии местное почтовое ведомство являлось высшей почтовой инстанцией;
- полуофициальные — эмитируются непочтовыми организациями или местными почтовыми ведомствами без разрешения почтовой администрации как высшей почтовой инстанции, но которая не возражает против обращения таких марок, причём оплаченная ими корреспонденция доставляется адресату;
- неофициальные — издаются частными лицами или организациями без разрешения почтовой администрации или даже в нарушение её прямого запрета;
- марки частной почты — выпускались в некоторых странах частными лицами или организациями раньше появления там государственной почты или параллельно с ней и предназначались для почтового обслуживания территорий, где государственная почта не функционировала по тем или иным причинам.

Среди официальных почтовых марок выделяются:
- стандартные,
- коммеморативные, или памятные,
- почтово-благотворительные, или полупочтовые,
- специального назначения[9] (для оплаты специальных почтовых отправлений — воздушной почты, спешной почты, нетонущей почты, посылок и пакетов[10] и т. п.).